# ボーエル彗星
ボーエル彗星（ボーエルすいせい、Bowell）とは、非周期彗星の1つ。彗星の命名規則による仮符号はC/1980 E1。
軌道離心率は太陽系の天体の中でも最大の1.0575であり、次に大きいLINEAR彗星 (C/2002 Q3) A核の1.0396と比べても飛びぬけて大きい。2017年10月19日に発見されたオウムアムアの軌道離心率は1.196で、当初は彗星と考えられていたことからボーエル彗星の記録を大幅に更新したと考えられたが、その後の観測でオウムアムアが太陽系外から来た恒星間天体であることが判明した。
1980年2月11日にエドワード・ボーエルによって発見された。1980年12月9日に木星から3400万km(0.2284AU)まで接近した。1982年5月12日に近日点を通過した。